# Doraemon: Nobita và lịch sử khai phá vũ trụ (phim 2009)
Doraemon: Phiên bản mới • Nobita và lịch sử khai phá vũ trụ (Nhật: ドラえもん 新・のび太の宇宙開拓史), hay còn gọi là Doraemon The Hero 2009, là một bộ phim anime khoa học viễn tưởng thứ 29 trong xê-ri phim chủ đề Doraemon. Làm lại từ Doraemon: Nobita và lịch sử khai phá vũ trụ (1981) phim thực hiện bởi đạo diễn Koshi Shigeo kỉ niệm 50 năm thành lập Đài truyền hình TV Asahi. Nội dung phim là chuyến phiêu lưu kì thú của Nobita và Doraemon tại hành tinh Koyakoya bắt nguồn từ việc sàn căn phòng Nobita kết nối với một phi thuyền người ngoài hành tinh. Bên cạnh đó cậu và các bạn giúp cư dân hành tinh Koyakoya chống lại âm mưu phá hoại của hành tinh đen. Trên tạp chí tháng của CoroCoro Comic phiên bản truyện tranh chuyển tranh đã được họa sĩ Okada Yasunori đăng vào tháng 3 và tháng 4 năm 2009. Phim được ra mắt tại Nhật Bản vào ngày 7 tháng 3, 2009. Ca khúc mở đầu là ""Yume wo Kanaete Doraemon" (夢をかなえてドラえもん, dịch nghĩa Có Doraemon, giấc mơ thành hiện thực) do MAO trình bày, ca khúc kết thúc là "Taisetsu ni Suru yo" (大切にするよ, dịch nghĩa Tôi luôn trân trọng) do Kou Shibasaki trình bày và ca khúc lồng trong phim là "Kimi ga warau sekai" (キミが笑う世界, dịch nghĩa Thế giới là nơi để bạn cười) do Mike Sugiyama trình bày. Sau Nhật Bản, phim được trình chiếu tại một số quốc gia trên thế giới: Hàn Quốc (chiếu rạp 15 tháng 7 năm 2009), Thái Lan (chiếu rạp 28 tháng 10 năm 2009), Malaysia (chiếu rạp 15 tháng 5 năm 2010), Trung Quốc (pháyt hành dưới dạng DVD 12 tháng 7 năm 2010), Tây Ban Nha (phát hành dưới dạng DVD 3 tháng 11 năm 2010), Đài Loan (phát hành dưới dạng DVD 16 tháng 9 năm 2011), Bồ Đào Nha (phát hành dưới dạng DVD 5 tháng 12 năm 2011) và Ấn Độ (phát sóng truyền hình 5 tháng 9 năm 2015). Tại Việt Nam, phim từng được Công ty Cổ phần Truyền thông Trí Việt mua bản quyền và phát sóng dưới tựa Nobita và lịch sử khai phá vũ trụ trên kênh HTV3 lần đầu vào ngày 6 tháng 9 năm 2013 với ca khúc mở đầu là "Doraemon" và ca khúc kết thúc là "Cứ vui thôi" do Huyền Chi trình bày. Trong phiên bản phát sóng lại ngày 18 tháng 11 năm 2018 trên HTV3 DreamsTV ca khúc mở đầu được điều chỉnh thành bài "Giấc mơ thần tiên" do Huyền Chi trình bày.

## Nội dung
Nhờ vào hiện tượng thần giao cách cảm mà Nobita và Doraemon quen được 2 người bạn:Roppu và Chamy-cư dân hành tinh Koyakoya dưới không gian nền nhà căn phòng của Nobita do sự rối loạn không gian. Qua các buổi trò chuyện nên Doraemon và Nobita biết được hành tinh Đen có ý định cướp đoạt hành tinh Koyakoya để lấy đi Viên Đá Li Tâm-1 vật báu của hành tinh-tính năng gần giống như chong chóng tre nên Doraemon và Nobita giúp hành tinh Koyakoya đuổi bọn hành tinh Đen. Vì sự khác biệt về lực hấp dẫn nên khi Doraemon và Nobita ở hành tinh Koyakoya đã trở thành siêu nhân. Trong các trận chiến đã không có sự tham gia của Shizuka, Jaian và Suneo(vì lần trước do sân bóng bị mấy anh lớp trên chiếm nên nhóm bạn đã lên hành tinh Koyakoya chơi tạm nhưng không may lại bị người hành tinh Đen tấn công, sợ và bỏ về) cho đến khi Giramin đặt thiết bị nổ hòng phá huỷ hành tinh này Chamy đã đến cầu cứu và trận chiến đã trở nên gay cấn hơn khi có sự tham gia của Dorami. Cuối cùng tên Giramin thua cuộc và bắn vào tay Molina. Nobita và Morina đưa quả bom ra ngoài không gian nhưng trong lúc đưa đi thì lại bị lỗ hổng không gian hút vào. Tại đây, Morina đã gặp lại ba của mình (trước đây trong lúc sửa chữa tàu vũ trụ thì bị tia lửa điện đánh và bị lỗ hổng không gian hút đi, mọi người ai cũng tưởng là ông ấy đã mất). Chuyến phiêu lưu đã kết thúc bằng hình ảnh Roppu bắt tay Nobita, Krem tạm biệt và Chamy thì hôn lên mặt Doraemon; cuộc sống của mọi người tại hành tinh Koyakoya trở lại bình thường. Còn bọn người hành tinh Đen thì bị Cảnh sát Vũ trụ bắt.

## Nhân vật
Ngoài các nhân vật quen thuộc như Doraemon, Nobita, Jaian, Suneo, Shizuka, bộ phim còn có các nhân vật khác:
- Roppu (ロップル?) - Nhân vật chính - người bạn ở Hành tinh Koyakoya.
- Chamy (チャミー?) - Chami là con thỏ biết nói của Ropull.
- Krem (クレム?) - Em gái của Roppu
- Gamoran (カモラン?) - Hàng xóm của Roppu.
- Molina - Chị của Roppu.
- Giramin (hay Guillermin) - Tên trùm của bọn Hành tinh Đen.
- Doto, Uno - Hai tên tay sai của Hành tinh Đen.

## Sản xuất

Bìa truyện do CoroCoro Comic ấn hành

Bộ phim là sản phẩm của:
- Công ty Asatsu
- Fujiko Productions
- Hãng phim hoạt hình Shin Ei
- Nhà xuất bản Shogakukan
- TV Asahi

### Phân vai
| Nhân vật                  | Diễn viên lồng tiếng      | Diễn viên lồng tiếng          |
| Nhân vật                  | Nhật Bản                  | Việt Nam                      |
| ------------------------- | ------------------------- | ----------------------------- |
| Doraemon                  | Mizuta Wasabi             | Thùy Tiên                     |
| Nobita                    | Ōhara Megumi              | Anh Tuấn                      |
| Shizuka                   | Kakazu Yumi               | Ngọc Châu                     |
| Jaian                     | Kimura Subaru             | Quốc Tín                      |
| Suneo                     | Seki Tomokazu             | Minh Vũ                       |
| Dorami                    | Chiaki                    | Huyền Chi                     |
| Dekisugi                  | Hagino Shihoko            | Trường Tân                    |
| Thầy giáo                 | Takagi Wataru             | Chơn Nhơn                     |
| Tamako (mẹ Nobita)        | Mitsuishi Kotono          | Minh Chuyên                   |
| Nobisuke Nobi (bố Nobita) | Matsumoto Yasunori        | Bá Nghị                       |
| Roppu                     | Sakurai Tomo              | Hoàng Sơn Ái Phương (lúc nhỏ) |
| Chamy                     | Sakuma Rei                | Khánh Vân                     |
| Krem                      | Ayaka Wilson              | Thúy Hằng                     |
| Lisa                      | Watanabe Naoko            | Kiều Oanh                     |
| Gamoran                   | Chafurin                  | Hạnh Phúc                     |
| Molina                    | Karina 10 tuổi: Yui Horie | Lê Hà                         |
| Tiến sĩ Burns             | Horiuchi Kenyu            | Trần Vũ                       |
| Giramin                   | Ohtsuka Akio              | Tất My Ly                     |
| Dato                      | Tokui Yoshimi             | Tiến Đạt                      |
| Uno                       | Fukuda Mitsunori          | Kiêm Tiến                     |
| Bakara                    | Tōru Ōkawa                | Trí Luân                      |

## Nhạc nền
Tất cả nhạc phẩm được soạn bởi Sawada Kan.
| STT | Nhan đề                                                                                                  | Thời lượng |
| --- | --- | ---------- |
| 1.  | "Nobita no Fushigina Yume" (のび太の不思議な夢)                                                          | 1:15       |
| 2.  | "Burns Hakase no Sengai Katsudō" (バーンズ博士の船外活動)                                                | 1:14       |
| 3.  | "Akichi Sōdō" (空き地騒動)                                                                               | 0:27       |
| 4.  | "Jikū no Yugami" (時空のゆがみ)                                                                          | 0:52       |
| 5.  | "Fushigi Seibutsu no Sumu Wakusei" (不思議生物のすむ惑星)                                                | 1:04       |
| 6.  | "Kōyakōya Hoshi e ~ Nobita to Lopple-kun" (コーヤコーヤ星へ~のび太とロップルくん)                        | 2:32       |
| 7.  | "Uchū-sen Part 1" (宇宙戦パート1)                                                                        | 1:29       |
| 8.  | "Garutite Kōgyō" (ガルタイト鉱業)                                                                        | 1:36       |
| 9.  | "Kimi ga Warau Sekai" (キミが笑う世界)                                                                   | 1:27       |
| 10. | "Lopple-kun to no Yakusoku" (ロップルくんとの約束)                                                       | 2:11       |
| 11. | "Nobita ga Hero ni! (Shin Nobita no Uchū Kaitakushi)" (のび太がヒーローに! (「新・のび太の宇宙開拓史」)) | 1:22       |
| 12. | "Ma no Keikoku e" (魔の渓谷へ)                                                                           | 1:41       |
| 13. | "Tsukihi wa Nagarete ~ Kōyakōya-boshi no Ichi-nen" (月日は流れて~コーヤコーヤ星の一年)                   | 1:03       |
| 14. | "Girāmin no Inbō" (ギラーミンの陰謀)                                                                     | 1:42       |
| 15. | "Uchū-sen Part 2" (宇宙戦パート2)                                                                        | 0:54       |
| 16. | "Tachiagare, Yūsha yo" (立ち上がれ、勇者よ)                                                              | 0:56       |
| 17. | "Saigo no Tatakai (Nobita tai Girāmin)" (最後の戦い(のび太対ギラーミン))                                 | 2:09       |
| 18. | "Ikiteita Burns Hakase ~Sayonara, Roppurukun" (生きていたバーンズ博士~さよなら、ロップルくん)            | 3:23       |